# Myxus capensis
The freshwater mullet, Myxus capensis, là một loài cá thuộc họ Mugilidae. Nó là loài đặc hữu của Nam Phi.